# Njinikom
Njinikom ist eine Gemeinde in Kamerun in der Region Nord-Ouest im Département Boyo. 

## Geografie
Njinikom liegt im Nordwesten Kameruns, etwa 80 Kilometer von der nigerianischen Grenze entfernt.

## Verkehr
Njinikom liegt an der Provenzialstraße P24, südlich der Bezirkshauptstadt Fundong.